# Barrage de Bull Shoals
Le barrage de Bull Shoals est un barrage poids installé sur la White river dans le Nord de l'Arkansas aux États-Unis. Le barrage est situé à la frontière entre les comtés de Marionet et de Baxter, et forme le Lac Bull Shoals (en), qui s'étend largement au nord ouest du Missouri. Son objectif principal est la production d'hydro-électricité et la prévention des inondations.
Le barrage a été construit par le corps du génie de l'US Army en réponse aux inondations catastrophiques qui ont eu lieu entre 1915 et 1927. Le président Franklin Delano Roosevelt autorisa la construction de ce barrage ainsi que de 6 autres situés sur la White River lors de la signature du Flood Control Act de 1938 (en).
La construction débuta en juin 1947 et se termina en juillet 1951. Il fut inauguré le président Harry S. Truman le 2 juillet 1952.
Lors de l'achèvement de la construction, ce barrage était l'une des plus grandes structures en béton du monde[réf. nécessaire]. De sa construction jusqu'en 2009, on estime que le barrage a permis d'éviter environ 225.5 millions de dollars de dommages causés par des inondations,.